# Station Telford Central
Telford Central is een spoorwegstation van National Rail in Telford, Telford and Wrekin in Engeland. Het station is eigendom van Network Rail en wordt beheerd door West Midland Trains. 

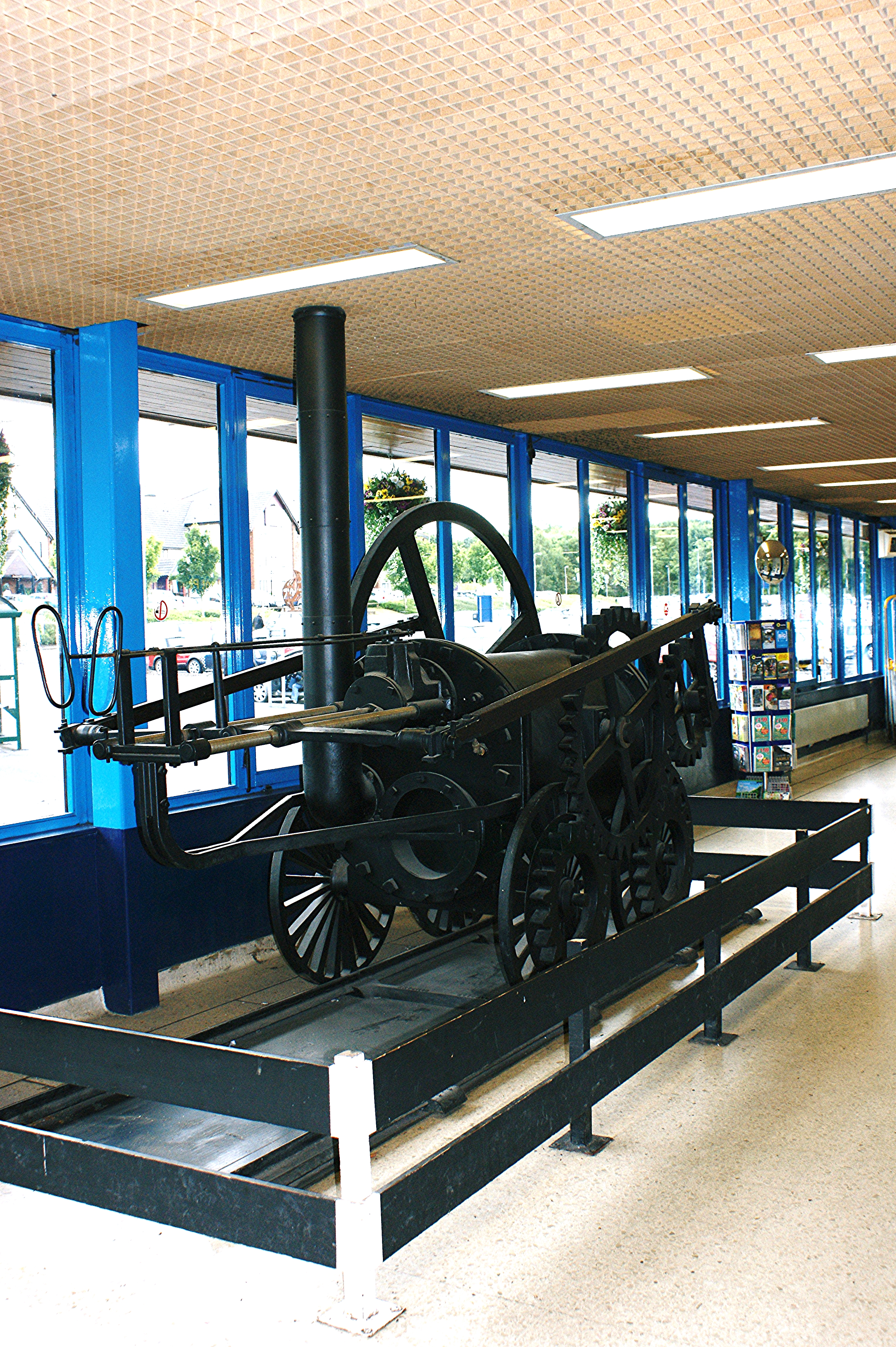
Replica van locomotief van Richard Trevithick